# Josef Václav Myslbek
Josef Václav Myslbek (ur. 20 czerwca 1848 w Pradze, zm. 2 czerwca 1922 tamże) – czeski rzeźbiarz przełomu XIX i XX wieku, współtwórca nowoczesnego rzeźbiarstwa czeskiego.

## Życiorys
Początkiem jego kariery artystycznej była nauka w atelier Vaclava Levy’ego. Po jego śmierci w roku 1870 prędko się usamodzielnił. Studiował malarstwo w Akademii Sztuk Pięknych w Pradze, niemającej wówczas wydziału rzeźby. Ożenił się w roku 1873; z żoną Karoliną mieli ośmioro dzieci, większość z nich zmarła jednak w młodym wieku. Aby wyżywić rodzinę intensywnie pracował, często nad wieloma dziełami naraz. Pozostawił po sobie wiele rzeźb i pomników w Czechach i na Słowacji. Był bardzo krytyczny wobec własnych dzieł, większość z nich wielokrotnie przerabiał. Przez większość życia mieszkał w Pradze.
Najbardziej znanym dziełem Myslbeka jest posąg św. Wacława, znajdujący się w górnej części praskiego Placu Wacława. Praca nad nim zajęła rzeźbiarzowi ponad 20 lat, jest on jednym z najbardziej rozpoznawalnych obiektów w Pradze, a także symbolem czeskiej państwowości. Wstępna wersja figury konia znana jako „Ogier Ardo” znajduje się w Koszycach.

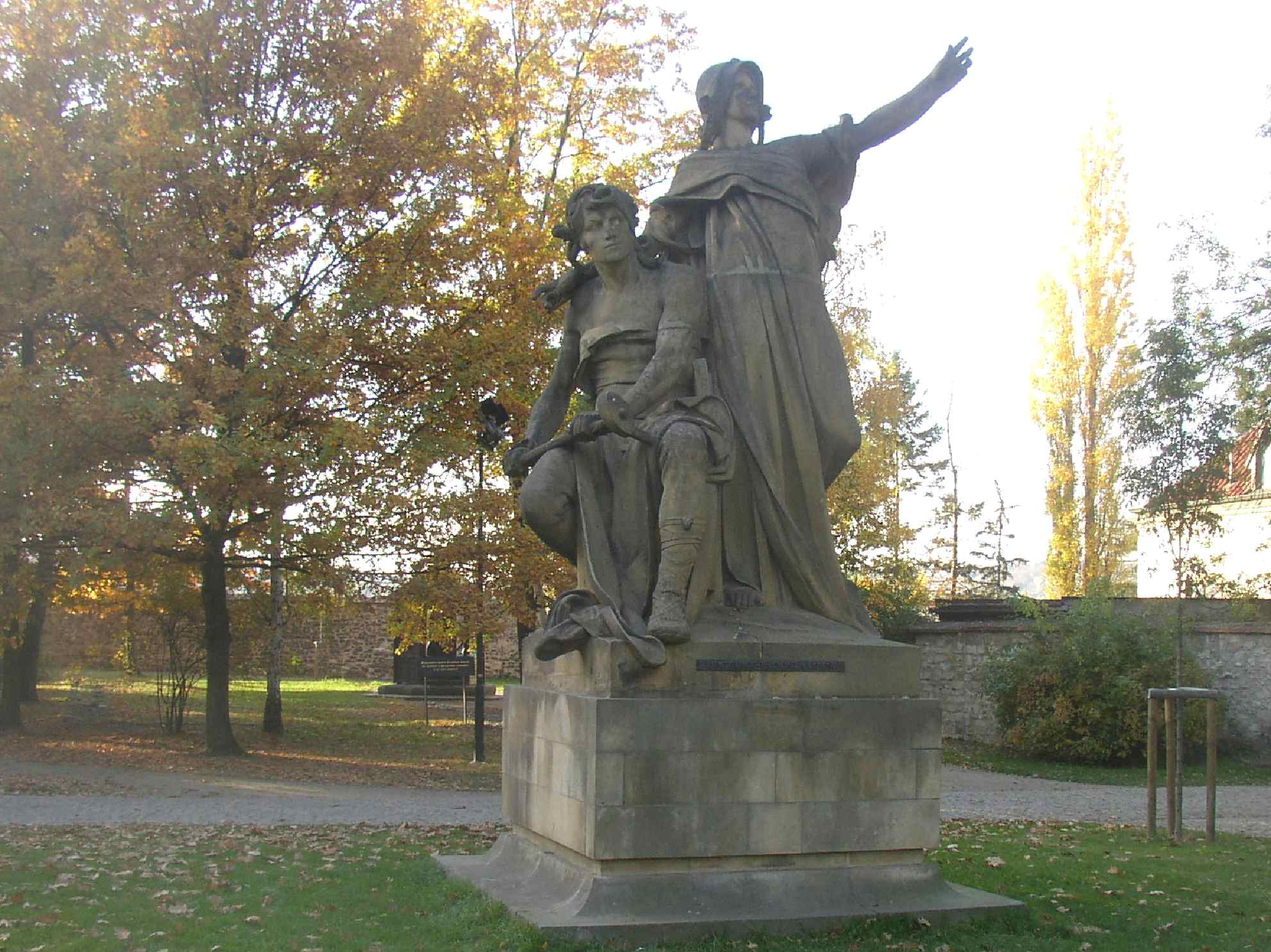
Przemysł i Libusza, Josef Václav Myslbek (1881), Vyšehrad

W roku 1878 odbył krótką, ale znaczącą podróż do Paryża, gdzie zaznajomił się z nowoczesnym rzeźbiarstwem francuskim. Nawiązał też długoletnią znajomość z Václavem Brožíkem i Vojtěchem Hynaisem.
W roku 1885 został profesorem Szkoły Artystyczno-Przemysłowej, w roku 1896 przeszedł na Akademię Sztuk Użytkowych, gdzie nauczał aż do przejścia na emeryturę w 1919 roku.
Josef Václav Myslbek jest pochowany w Pradze na Wyszehradskim Slavinie – Czeskim Cmentarzu Narodowym.

## Najbardziej znani uczniowie
- Jan Ladislav Kofránek
- Josef Mařatka
- Karel Pokorný
- Stanislav Sucharda
- Ladislav Šaloun
- Otakar Španiel
- Jan Štursa
- Ignacy Zelek